# Gospodarstvo Albanije
Gospodarstvo Albanije se zasniva na poljoprivredi, rudarstvu, energetici, a u manjem obujmu u industriji koja je zastrajela i skromnom turizmu.

## Poljoprivreda
Albanija ima 570.000 hektara oranica, 405.000 hektara livada i pašnjaka, te 124.000 hektara na kojima su zasađeni vinogradi i voćnjaci. Više od 50% radno sposobnih Albanaca zaposleno je u ovoj grani gospodarstva.
 Zemljoradnja je većinom samoopskrbna ili je namijenjenja domaćem tržištu. Glavni proizvodi su pšenica, kukuruz, krumpir, te duhan koji je značajan izvozni proizvod.
 U brdskim i planinskim područjma države predvladava stočarstvo. Ribarstvo je skromno i razvijeno u obalnom području te na Ohridskom i Skadarskom jezeru. Voćarstvo i vinogradarstvo razvijeni su na sjeveru Albanije, a proizvode se maline, naranče i stolno grožđe.

## Rudarstvo i energetika
Rudno bogatstvo bilo je osnova brze industralizacije u socijalističkom vremenu. Važna je bila kromova ruda, bakrov pirit, nikal i lignit. Devedesetih godina proizvodnja je postupno opala, dok je proizvodnja željeza i nikla napuštena.
 Postoji i eksploatacija nafte i zemnog plina u obalnoj ravnici.

## Turizam
Turizam je u Albaniji skroman zbog slabe prometne i sve ostale infrastrukture, te nesigurnih unutrašnjih prilika. U izgradnji je više turističkih središta na jadranskoj obali.

## Prijevoz
Albanija je 11. siječnja 1985. ostvarila prvu željezničku vezu sa susjednom Crnom Gorom i uopće ostatkom svjetske željezničke mreže.
Znameniti gradovi:
- Drač - lučki grad s 3.000 godina starim spomenicima.
- Skadar - stari trgovački grad
- Tirana - glavni grad s islamskom arhitekturom
- Kukës - grad sjeverne Albanije podno mramornih vrhova Koraba
- Korcë - grad na dnu nekadašnjeg planinskog jezera